# بارکو (کارولینای شمالی)
بارکو (به انگلیسی: Barco) یک منطقهٔ مسکونی در ایالات متحده آمریکا است که در کارولینای شمالی واقع شده‌است. بارکو ۳٫۰۵ متر بالاتر از سطح دریا واقع شده‌است.